# Manifattura di San Carlo alle Mortelle
La manifattura di San Carlo alle Mortelle sorse per volontà del re di Napoli Carlo III di Borbone. Da questa Reale manifattura uscirono arazzi, lavori in pietre dure e in marmi, porcellane, ceramiche.

## Descrizione e storia
Le Reale Manifattura napoletana sorse in un palazzo di fronte alla chiesa di San Carlo alle Mortelle, in una via che dall'attuale corso Vittorio Emanuele scende verso il mare. La Manifattura è stata fondata nel 1738 da Carlo III di Spagna, allora Re di Napoli, il quale invitò a Napoli Domenico del Rosso e Giovan Francesco Pieri, due tagliatori che lavoravano all'Opificio delle pietre dure di Firenze, perché istruissero le maestranze. Arazzieri già operanti nell'arazzeria medicea, da tempo chiusa, si trasferirono a Napoli. Il re voleva trasformare la città in una capitale dell'arte, sull'esempio di Parigi e di Vienna. L'edificio disponeva di due entrate, di cui una sulla via di San Carlo alle Mortelle.

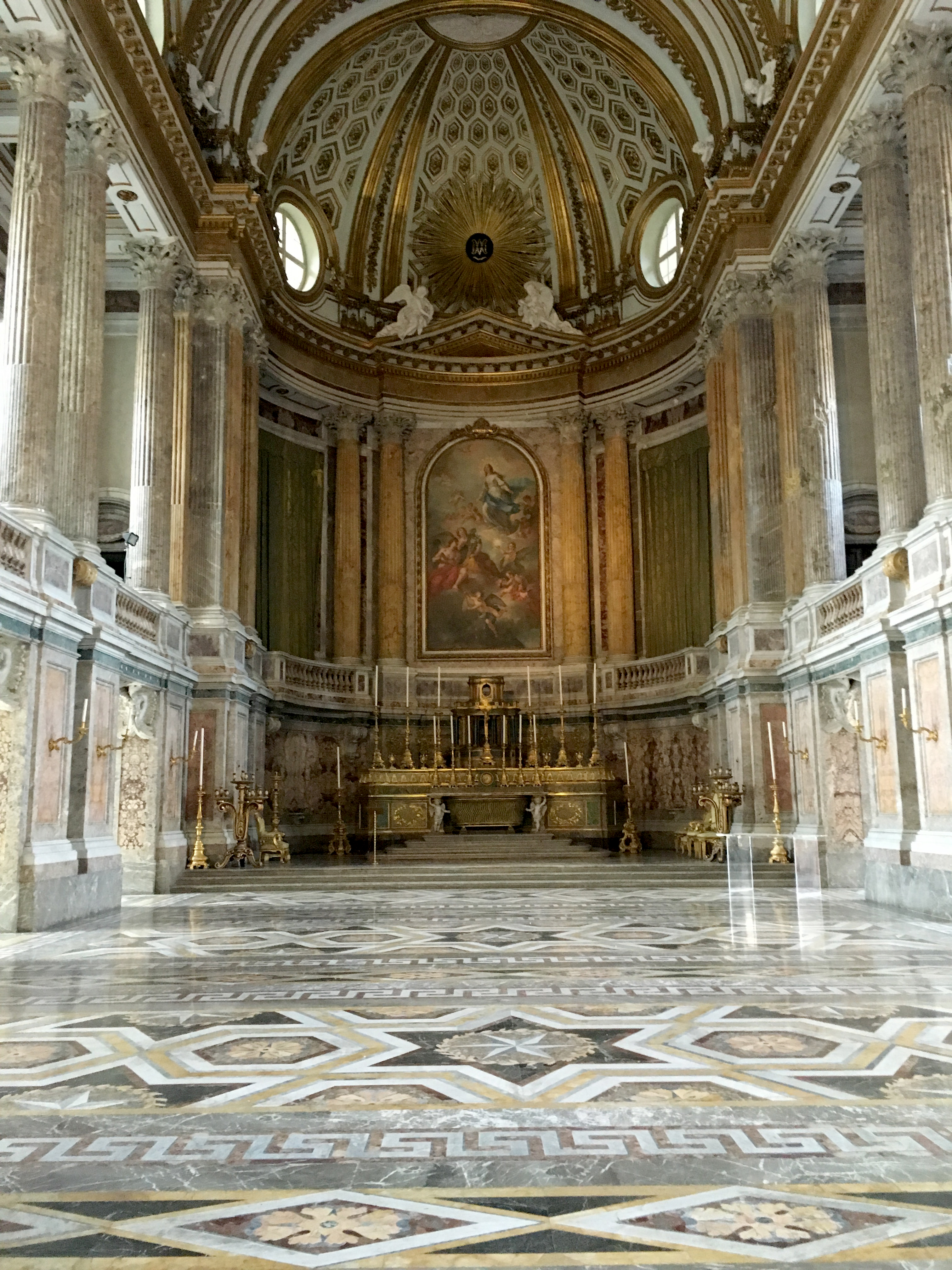
Reggia di Caserta, Cappella palatina

### Arazzi
In questo edificio ebbe sede la fabbrica degli arazzi che durò poco più di sessant'anni. Domenico del Rosso firmò il primo panno: un ritratto di Carlo di Borbone, datato 1741. I tre arazzi Aria, Acqua e Terra furono realizzati fra gli anni 1756 e 1760 e l'ultimo, Fuoco, nel 1763. Su cartoni di Clemente Ruta furono tessute cinque sopraporte o soprafinestre. Per la Reggia di Caserta l'arazziere Michelangelo Cavagna realizzò a basso liccio l'arazzo con Santa Maria Maddalena, traendo l'immagine da un dipinto di Guido Reni, e quello con San Gerolamo, dal Guercino.
Da Roma venne l'arazziere Pietro Duranti che aveva lavorato per la famiglia Albani. Fra il 1758 e il 1761 furono tessuti i primi panni della serie Storie di Don Chisciotte che portavano lo stemma di Carlo III; quindi furono tessuti i restanti arazzi della stessa serie, con lo stemma di Ferdinando IV di Napoli. Tutti erano destinati ad ornare la Reggia di Caserta, ma in parte furono più tardi trasferiti al Palazzo del Quirinale.

### Marmi e pietre dure
Dalla Reale Manifattura di San Carlo alle Mortelle uscirono prestigiose opere decorative, in marmi pregiati e pietre dure, per la Reggia di Caserta, come l'altare della Cappella palatina, in lapislazzulo, ametista, corniola e agata, e il cui ciborio è impreziosito da due grossi topazi. Un altro ricco ciborio, uscito dalla stessa Manifattura, è oggi nel Museo di San Martino. Nell'opificio delle pietre dure lavorava il tagliatore fiorentino Francesco Ghingi. Si realizzavano pavimenti in marmi pregiati, si decoravano con commessi in pietre dure e marmo anche tabacchiere e scatole, si realizzavano piani per mobili e tavolini.

### L'Accademia
L'Accademia del Disegno e quella del Nudo furono istituite da Carlo III di Borbone nel 1752: la sede era sempre a San Carlo alle Mortelle, dove erano già attivi i laboratori degli arazzi e delle pietre dure e cammei. Nello stesso luogo si iniziò anche a modellare la porcellana. Accanto alla Reale Manifattura c'era il collegio dei padri Scolopi di San Carlo alle Mortelle che poi divenne liceo Principe Umberto.
L'Accademia fu trasferita nel 1793 nel Palazzo degli Studi. Dopo una lunga decadenza agli inizi dell'Ottocento, gli opifici di San Carlo alle Mortelle furono riformati e trasformati nel 1822, dal re Ferdinando I delle Due Sicilie, in Reale Istituto di Belle Arti e fu creata anche una sezione per l'incisione. Nel 1828 il direttore dell'opificio delle pietre dure, Orazio Angelini, fu mandato a Firenze, per un periodo di formazione. Furono invitati a Napoli ceramisti fiorentini a siciliani.
L'Istituto fu abolito nel 1861 e nel 1877 furono consegnate al Genio Militare di Napoli casse piene di manufatti e di marmi pregiati e nel 1881 l'Accademia di Belle Arti di Napoli ricevette oltre trecento frammenti di marmi e di pietre dure, resti della Reale Manifattura. Ceramiche, marmi, porcellane, arazzi, usciti nel Settecento dalla Reale Manifattura di San Carlo alle Mortelle, furono dai Savoia consegnati al Demanio dello Stato italiano nel 1920, quando avvenne la cessione dell'intera Reggia di Caserta.